# Москалец, Светлана Владимировна
Светла́на Влади́мировна Москале́ц (род. 22 января 1969, Мытищи, Московская область), в девичестве Аки́мова — российская легкоатлетка, специалистка по прыжкам в длину и многоборьям. Выступала за сборную России по лёгкой атлетике в 1994—1998 годах, чемпионка мира, победительница Кубка Европы, многократная чемпионка и призёрка первенств национального значения, участница летних Олимпийских игр в Атланте. Представляла Москву. Заслуженный мастер спорта России (1995).

## Биография
Светлана Акимова родилась 22 января 1969 года в городе Мытищи Московской области.
Начала заниматься лёгкой атлетикой в 1982 году, проходила подготовку под руководством Л. Н. Алфеевой. Выступала за ЦСКА (Москва).
Впервые заявила о себе на взрослом всероссийском уровне в сезоне 1994 года, выиграв бронзовую медаль в прыжках в длину на зимнем чемпионате России в Липецке. На открытом чемпионате России по многоборьям во Владимире превзошла всех своих соперниц и завоевала золотую медаль. Попав в состав российской национальной сборной, выступила на Кубке Европы по легкоатлетическим многоборьям в Лионе, где одержала победу в личном зачёте и помогла своим соотечественницам выиграть женский командный зачёт. Стала серебряной призёркой в прыжках в длину на Играх доброй воли в Санкт-Петербурге и заняла пятое место в семиборье на чемпионате Европы в Хельсинки.
В 1995 году в пятиборье с вторым лучшим результатом в истории (4866) победила на зимнем чемпионате России в Челябинске, была лучшей и на последовавшем чемпионате мира в помещении в Барселоне. На летнем чемпионате мира в Гётеборге выиграла серебряную медаль в семиборье, уступив только сирийской легкоатлетке Гада Шуаа. За эти выдающиеся достижения по итогам сезона удостоена почётного звания «Заслуженный мастер спорта России».
На чемпионате России 1996 года в Санкт-Петербурге вновь одержала победу в программе семиборья. По итогам чемпионата удостоилась права защищать честь страны на летних Олимпийских играх в Атланте — набрала здесь 6118 очков, расположившись в итоговом протоколе соревнований на четырнадцатой строке.
После атлантской Олимпиады Москалец ещё в течение некоторого времени оставалась в составе российской национальной сборной и продолжала принимать участие в крупнейших международных стартах. Так, в 1997 году она достаточно успешно выступила на Кубке Европы в Оулу, где взяла бронзу в личном зачёте и вместе с российской командой стала победительницей командного зачёта. Участвовала и в чемпионате мира в Афинах, но не показала здесь никакого результата — сошла с дистанции в ходе заключительного седьмого этапа, бега на 800 метров.
В 1998 году на зимнем чемпионате России в Москве стала второй в пятиборье позади Ирины Беловой.
Оставалась действующей спортсменкой вплоть до 2001 года, продолжая участвовать в различных всероссийских соревнованиях.